# Thorvald Eigenbrod
Jakob Thorvald Eigenbrod (2 dicembre 1892 – 5 maggio 1977) è stato un hockeista su prato danese.

## Palmarès

### Olimpiadi
- 1 medaglia:
  - 1 argento (Anversa 1920)